# 譚松韻
譚松韻（英語：Seven Tan，1990年5月31日—），四川省泸州市人，中国大陆女演员，本名譚晶晶，2005年15歲成為童星出道。北京电影学院2007级表演系高职班毕业。21岁时因《後宫甄嬛傳》而为人所知， 並在2019年入選2019福布斯中國30位30歲以下精英榜。2021年憑藉在電視劇《以家人之名》中飾演李尖尖入圍第27屆上海電視節白玉蘭獎女主角提名。譚松韻粉絲名為「松果」。

## 生平

### 名字由來
譚松韻的名字出自白居易《題盧秘書夏日新栽竹二十韻》，文中寫道：「松韻徒煩聽，桃夭缺乏觀。」

### 2005年－2015年
谭松韵于2005年加入娱乐圈，并拍摄了《好好过日子》、《我在天堂等你》、《小妹妹》、《我的家很好》等电视剧。 2006年又拍摄了《山菊花》、《路边的野花》、《蝴蝶翩翩起舞》等。随着这些电视剧的播出，她也渐渐進入了观众的视线。
2011年接拍郑晓龙的戏剧《後宫甄嬛傳》，在此剧饰演方淳意（「淳贵人」）得到注目，即使她出演該劇時已經21歲，但她的娃娃臉，讓許多網友表示「真的以為淳兒才14、15歲」， 9月14日，《梦回鹿鼎记》中饰演沐剑屏。

### 2015年－2017年
2015年，她在《旋风少女》所饰演的范晓莹，表现的古灵精怪，让她再次受到大家注意。
2016年，她首次担任担任女主角，于《最好的我们》所饰演的耿耿，获得爱奇艺尖叫之夜年度最具潜力演员。該劇於2016年4月8日起在愛奇藝首播，開播當晚微博指數飆升至12萬，上線僅三天百度指數達20萬。截至5月31日，該劇在愛奇藝播放量已突破10億，在非會員大結局上線後以20億的播放量完美謝幕，豆瓣評分高達8.5分，微博話題閲讀量達到36.3億，討論量達到206.5萬，播出期間多次霸榜純網熱播劇微博視頻排行榜第一名，百度指數在會員大結局上線當天更是達到了54.4萬的高峯。此外，該劇於4月10號起正式登陸浙江衞視周播劇場，每週二至週四晚22:00兩集連播，7月5日於深圳衞視黃金檔播出。譚松韻把女主耿耿演繹的相當引人入勝因此也成為了許多觀眾們的校園白月光。
2017年，凭借《狐狸的夏天》，她获得了第二届金海鸥亚洲新媒体电影节网剧最佳女主角奖及第二届金骨朵网络影视盛典最佳女主角奖，肯定了她的演技。
此外，由她担任女主角的《浪花一朵朵》播出后收视率也多次破亿。該劇於2017年7月30日在湖南衞視青春進行時劇場播出，芒果TV、騰訊視頻聯合獨播；從開播第一天起，收視率多次破1，電視劇同時段收視排行第一，屢屢問鼎全國四網第一。

### 2019年－2021年
2019年1月23日，谭松韵妈妈因车祸伤势过重去世。此案于2020年8月31日开庭审理，肇事司机马明弘曾因聚众斗殴被判刑，而事发当时有两名行人与谭松韵妈妈一同被撞，一人轻伤，一人重伤。9月8日，据谭松韵律师张起淮透露，肇事司机与谭松韵是小学同学。9月19日撞死母親的司機被判6年有期徒刑，獲逾百萬賠償，根據譚松韻律師张起淮透露，譚松韻所獲得的賠償全數捐於慈善機構。
2019年12月28日，谭松韵于2017年拍摄的《锦衣之下》播出，娃娃脸的谭松韵，很好地表现出袁今夏的活泼、可爱、灵气、话痨、贪吃又爱财等人格特征，让这个小人物亲民、接地气、活灵活现，她之后迸发出来的大情怀，也更具感召力，也让谭松韵获得了一众好评。在芒果TV和愛奇藝聯合播出，光是在愛奇藝站內熱度值就衝破8600，是愛奇藝近五年播得最好的古裝劇之一。雖是小成本網劇，但任嘉倫和譚松韻的超強火花讓人想一集接著一集追！任嘉倫和譚松韻的演技和CP感征服了觀眾。
《奇妙小森林》是由芒果TV推出的自然治癒真人秀。吳奇隆、張新成、譚松韻組成“森林家族”，第6期陳哲遠加入。節目由“森林家族”帶領6位素人萌娃開啓夢幻森林之旅，於2020年6月12日播出。譚松韻的小七姐姐深受小朋友們的喜愛，與小朋友們的天真、自然、可愛的互動更是萌翻一票觀眾。
2020年8月10日，青春成长治愈剧《以家人之名》在湖南卫视和芒果TV播出，與宋威龍和張新成共同主演。該劇講述了三個沒有血緣關係的小孩，因為各自的家庭變故成為了彼此新的家人，兄妹三人在成長中彼此扶持，逐漸用愛治癒了內心的傷，最終與過去的自己和解的故事。她所饰演的暖心治愈系木雕师李尖尖在剧中表现出色，获得好评，该剧也成为2020年湖南卫视年度收视率冠军剧集。播出時火到亞洲各地，日韓、馬來西亞等地都創下話題，播放平台上累積的網播量也有51.7億，平均收視率達2，最高收視率破3，是2020暑期檔的熱劇，微博熱搜數267個，主話題閱讀量高達332億！連續七天，收視率蟬聯雙域第一。2022年10月27日，該劇入圍第33屆電視劇飛天獎的提名名單，也因此角色入圍第27屆白玉蘭獎最佳女主角提名（為90後女演員首位入圍者）。
2021年2月26日，譚松韵主演的《錦心似玉》在騰訊視频播出，該劇為騰訊視頻的年度Top3劇集，播放量達51.1億。開播時，首周播放量突破10億，更創下連續12日蟬聯網絡劇榜單冠軍，劇迷在微博開設討論話題，閱讀量高達40億次，相當驚人。
2021年6月16日獻禮劇《我們的新時代》正式開播，據悉，劇集由六個單元組成，以真實人物原型為基礎，講述了十八大以來不同地區的青年共産黨員在不同崗位上努力奮鬥的故事。譚松韻與白敬亭參與演出的單元為《因為有家》，也是兩人的二搭劇。

### 2022年－至今
2022年1月25日，參加中央電視廣播總枱2022網絡春晚活動，表演節目《New boy》 ；同年，參加的原創聲音互動陪伴真人秀節目《朋友請聽好 第二季》播出；3月4日，參加的暖情互動挑戰類棚內綜藝節目《王牌對王牌第七季》播出；4月29日，與林更新領銜主演的都市職場愛情輕喜劇《請叫我總監》在東方衛視播出，在劇中飾演從小到大夢想成為投資人的寧檬 。《請叫我總監》收視亮眼，集均收視率cvb0.83，位列東方衛視2022年度季軍。
2022年10月10日，參演的電視劇《我們這十年》(心之所向)播出；10月，主演的電影《再见，李可乐》成都戲份殺青；12月26日，與王凱領銜主演的都市勵志劇《向風而行》在央視第八台播出，譚松韻在劇中飾演飛行員程霄，而她也為該角色演唱了人物曲《Like Shining Star》。《向風而行》收視為央八年度第四，cvb為1.887，由於譚松韻在《向風而行》所飾演的程霄勇於追愛而有「爱情悍匪」之稱，再加上該劇收視喜人，譚松韻亦因而有「收視悍匪」的美稱。
2023年1月22日，參加2023年《中央广播电视总台春节联欢晚会》，表演歌舞《時光中的家》；1月23日在首屆中國電視劇年度盛典上獲得“年度突破男女演員”榮譽；3月14日，與井柏然領銜主演的都市情感劇《歸路》在湖南衞視播出，在劇中飾演投資總監歸曉，並為劇集演唱情感主題曲《青春無恙》。《歸路》收視率cvb0.575，為湖南衛視2023年度電視劇收視冠軍，繼《以家人之名》第二個湖南衛視年度收視冠軍。至此，譚松韻實現了四部上星劇央五衛三的佳績。
12月1日由閆妮、譚松韻領銜主演，吳京特別出演，蔣龍、趙小棠、馮雷、李虎城主演的年度治癒催淚佳作《再見，李可樂》在全國熱映，截至2024年4月10日，影片累計票房爲2.41億，並且獲得淘票票開分9.5，貓眼開分9.4的成績，豆瓣評分更是一度漲到7.0。《再見，李可樂》是一場關於親情、愛情和友情的修煉之旅，用溫暖和真誠感動千萬觀衆。電影從李妍一家的縮影切入，展現了平凡家庭在生死大事下的傷痛與前行，而譚松韻飾演的李妍更是得到觀衆的高度認可，每一位走進影院的觀衆都能在影片中看見自己，看見家人的影子，看見人生百態。
2024年7月2日，與許凱領銜主演的都市情感劇《你比星光美麗》在湖南衛視播出，該劇講述了北漂女孩紀星不甘於壓抑內卷的職場生活，辭職走上艱苦創業之路，最終成功拉到投資人韓廷入夥，二人在醫療與健康行業中攜手共進，致力於為中國AI在線醫療開出一片天地，也在事業奮鬥中收穫愛情的故事。迅速奪下中國戲劇熱度榜冠軍，首日收視率即破1，收視持續狂飆，不到一個月就已經累積了7.36億的網播量，成績相當可觀！譚松韻演技自然討喜，兩人CP感十足，並親自為劇集演唱片尾曲《界》及插曲《愛比星光美麗》，番外篇被大讚很有電影氛圍，雖只有短短的13分鐘，卻細細的揭開兩人婚後生活細節，從黑髮到白髮的一生，呈現兩人感情的雋永。
同年11月30日和鄭業成合作的勵志大女主劇
《蜀錦人家》於優酷撥出，改編自網路作家樁樁小説《蜀錦人家》。這部以唐朝為背景的經商大女主劇，結合了文化、戀情和商戰等元素。講述了以唐代益州驕花染坊的小姐季英英臨危受命學得家族染色秘方，將蜀錦帶往絲綢之路為劇情主線，季英英面對外敵不卑不亢、矢志不卑渝堅守染色秘方，而後又不拘一格將蜀錦獨特的織染方法傳播海外，最終被大唐封為織染使的傳奇故事。

## 影视作品

### 电视剧
| 播映年份 | 電視劇名稱        | 角色             | 备注                 |
| 2005年   | 我在天堂等你      | 木棉（青年）     |                      |
| 2005年   | 好好过日子        | 春丽             |                      |
| 2006年   | 山菊花            | 小菊             |                      |
| 2011年   | 乐活家庭          | 蒋贝迪           | 《搞笑一家人》中国版 |
| 2011年   | 我的燃情岁月      | 惠安女之小妹     |                      |
| 2011年   | 雾都              | 美琪             |                      |
| 2011年   | 后宫甄嬛传        | 方淳意（淳貴人） |                      |
| 2012年   | 林师傅在首尔      | 权锦绣           |                      |
| 2012年   | 金太郎的幸福生活  | 彤彤             |                      |
| 2012年   | 幸福攻略          | 菲儿             |                      |
| 2013年   | 妈妈的花样年华    | 苏小曼           |                      |
| 2014年   | 大当家            | 桂花香           |                      |
| 2014年   | 幸福请你等等我    | 何朵朵           |                      |
| 2015年   | 暖男的爱情与战争  | 郭妍             | 又名：爸爸成长记     |
| 2015年   | 孙老倔的幸福      | 王欢欢           |                      |
| 2015年   | 旋风少女 第一季   | 范晓莹           |                      |
| 2015年   | 请对我撒谎        | 郝宝宝           |                      |
| 2016年   | 最好的我们        | 耿耿             |                      |
| 2016年   | 旋风少女 第二季   | 范晓莹           |                      |
| 2017年   | 狐狸的夏天 第一季 | 黎晏书           |                      |
| 2017年   | 狐狸的夏天 第二季 | 黎晏书           |                      |
| 2017年   | 浪花一朵朵        | 云朵             |                      |
| 2017年   | 特化师            | 陈真             |                      |
| 2019年   | 锦衣之下          | 袁今夏           |                      |
| 2020年   | 民初奇人传        | 希水（寡道人）   | 网络剧               |
| 2020年   | 以家人之名        | 李尖尖           |                      |
| 2020年   | 亲爱的麻洋街      | 马晓晓           |                      |
| 2021年   | 锦心似玉          | 罗十一娘         | 网络剧               |
| 2021年   | 理想照耀中国      | 王会悟           | 单元《青春之歌》     |
| 2021年   | 我们的新时代      | 黄思齐           | 单元《因为有家》     |
| 2022年   | 请叫我总监        | 宁檬             |                      |
| 2022年   | 我们这十年        | 李心遥           | 单元《心之所向》     |
| 2022年   | 向风而行          | 程霄             |                      |
| 2023年   | 归路              | 歸曉             |                      |
| 2024年   | 你比星光美丽      | 紀星             |                      |
| 2024年   | 蜀錦人家          | 季英英           |                      |
| 待播出   | 逍遥              | 宁安/肖瑶        |                      |
| 待播出   | 我和我的命        | 方婉之           |                      |
| 待播出   | 兰香如故          | 许兰香/沈嘉兰    |                      |

### 电影
| 年份   | 剧名               | 角色                      | 备注               |
| ------ | ------------------ | ------------------------- | ------------------ |
| 2008年 | 5.12汶川不相信眼淚 | 李香包                    |                    |
| 2011年 | 梦回鹿鼎记         | 沐剑屏                    | 网游电影           |
| 2012年 | 民国警花           | 伍月                      |                    |
| 2012年 | 搜索               | 小保姆 （葉蘭秋想聘用的） |                    |
| 2012年 | 一支录音笔的自白   | 豌豆                      | 微电影             |
| 2013年 | 天机：富春山居图   | 双子座魔女                |                    |
| 2013年 | 全民目击           | 高玲玲                    |                    |
| 2015年 | 最美的时候遇见你   | 杨芳芳                    |                    |
| 2016年 | 微微一笑很傾城     | 二喜                      |                    |
| 2017年 | 再见路星河         | 耿耿                      | 特别出演，网络电影 |
| 2021年 | 八月未央           | 林小乔／未央妈妈          | 一人饰兩角         |
| 2023年 | 再见，李可乐       | 李妍                      |                    |

### MV
| 年份   | 歌名 | 歌手   | 导演 |
| ------ | ---- | ------ | ---- |
| 2009年 | 菊   | 关喆   | 金卓 |
| 2011年 | 沉淀 | 李霄云 | 金卓 |

## 综艺节目

### 常驻节目
| 年份   | 日期           | 播放平台 | 节目名称       | 备注            |
| ------ | -------------- | -------- | -------------- | --------------- |
| 2020年 | 6月6日－9月3日 | 芒果TV   | 《奇妙小森林》 | 第7、8、9期缺席 |

## 音乐作品
| 年份   | 日期     | 歌曲名稱               | 备注                                                               |
| 2016年 | 6月13日  | 亲爱的，同学           | 电视剧《最好的我们》插曲                                           |
| 2017年 | 4月5日   | 亲爱的                 | 网络剧《狐狸的夏天》插曲                                           |
| 2017年 | 6月30日  | 爱上你的好天气         | 电视剧《浪花一朵朵》插曲，与熊梓淇合唱                             |
| 2017年 | 11月20日 | 嘴角的甜               | 电视剧《特化师》片头曲                                             |
| 2020年 | 1月15日  | 今夏                   | 电视剧《锦衣之下》插曲                                             |
| 2020年 | 5月31日  | 我在                   | 个人原创单曲                                                       |
| 2020年 | 3月11日  | 平安回来               | 中国新冠肺炎防疫抗疫公益歌曲，收录于《爱不隔离》，与景甜、白宇合唱 |
| 2020年 | 6月19日  | 奇妙小森林             | 综艺节目《奇妙小森林》主题曲，与吴奇隆、郑爽、张新成合唱           |
| 2020年 | 8月17日  | Like a Breeze          | 电视剧《以家人之名》插曲                                           |
| 2020年 | 10月20日 | 回忆是你               | 电视剧《亲爱的麻洋街》片尾曲，与牛骏峰合唱                         |
| 2021年 | 1月6日   | 想变成一切美好的事物   | 女性主题众创合辑企划弟6只单曲，与谢春花合唱                        |
| 2021年 | 3月1日   | 花愿                   | 网络剧《锦心似玉》插曲                                             |
| 2021年 | 3月30日  | 另一半的自己           | 电影《八月未央》推广曲，与钟楚曦合唱                               |
| 2022年 | 4月29日  | 终于可以说出那句我爱你 | 电视剧《请叫我总监》插曲                                           |
| 2022年 | 12月25日 | Like Shining Star      | 电视剧《向风而行》人物主题曲                                       |
| 2023年 | 3月9日   | 安                     | 第二首原创歌曲                                                     |
| 2023年 | 3月15日  | 青春無恙               | 電視劇《歸路》插曲                                                 |
| 2023年 | 5月31日  | 說走就走可以嗎         | 同名專輯《説走就走可以嗎》                                         |
| 2023年 | 11月3日  | 能否                   | 与谢春花合唱 电影《再见，李可乐》推广曲                            |
| 2024年 | 1月9日   | 界                     | 《你比星光美麗》片尾曲                                             |
| 2024年 | 7月1日   | 爱比星光美麗           | 《你比星光美麗》插曲                                               |
| 2024年 | 12月6日  | 風吹雪                 | 《蜀錦人家》插曲                                                   |
| 2024年 | 12月9日  | 摯念                   | 《蜀錦人家》插曲                                                   |

## 奖项记录

### 大型颁奖典礼奖项
| 年份   | 颁奖典礼                               | 奖项                             | 作品           | 名称 |
| ------ | -------------------------------------- | -------------------------------- | -------------- | ---- |
| 2016年 | 2017 爱奇艺尖叫之夜                    | 年度最具潜力演员奖               | 《最好的我们》 | 獲獎 |
| 2016年 | 移动视频风云盛典                       | 年度星势力                       |                | 獲獎 |
| 2017年 | 第22届 华鼎奖                          | 中国百强电视剧最佳新锐演员       | 《旋风少女》   | 獲獎 |
| 2017年 | 中国银川互联网电影节                   | 最佳女演员奖                     | 《最好的我们》 | 獲獎 |
| 2017年 | 第2届 金骨朵网络影视盛典               | 年度网络剧最佳女主角奖           | 《狐狸的夏天》 | 獲獎 |
| 2017年 | 第2届 金海鸥亚洲新媒体电影节           | 最佳女主角奖                     | 《狐狸的夏天》 | 獲獎 |
| 2017年 | inStyle iLady Icon Awards 年度偶像盛典 | 年度人气女艺人奖                 | 《浪花一朵朵》 | 獲獎 |
| 2017年 | 凤凰时尚盛典                           | 网友最爱人气Icon                 |                | 獲獎 |
| 2020年 | 精品风格盛典                           | 最受关注女演员奖                 |                | 獲獎 |
| 2020年 | 第4届 网影盛典                         | 年度最佳女演员                   | 《以家人之名》 | 獲獎 |
| 2020年 | 第7届 中国电视好演员奖                 | 中国电视好演员优秀演员（网剧组） |                | 獲獎 |
| 2020年 | 第30届 中国电视金鹰奖                  | 观众最喜爱女演员奖               |                | 提名 |
| 2020年 | 2021 爱奇艺尖叫之夜                    | 年度口碑演员奖                   | 《锦衣之下》   | 獲獎 |
| 2020年 | MAHB时尚先生盛典                       | 年度突破艺人                     |                | 獲獎 |
| 2020年 | 第29届 华鼎奖                          | 中国古装题材电视剧最佳女演员     | 《锦衣之下》   | 獲獎 |
| 2020年 | 第29届 华鼎奖                          | 全国观众最喜爱十佳演员           |                | 獲獎 |
| 2021年 | 2020 国剧盛典                          | 青春飞跃女演员                   |                | 獲獎 |
| 2021年 | 第2届 融屏传播盛典                     | 融屏活力演员                     | 《以家人之名》 | 獲獎 |
| 2021年 | 第2届 融屏传播盛典                     | 年度上升力演员                   | 《以家人之名》 | 獲獎 |
| 2021年 | 抖音星动之夜                           | 年度表现力演员                   | 《以家人之名》 | 獲獎 |
| 2021年 | 第5届 金骨朵网络影视盛典               | 年度最佳女演员                   | 《以家人之名》 | 獲獎 |
| 2021年 | 2020 微博之夜                          | 微博年度进取艺人                 |                | 獲獎 |
| 2021年 | 上海电视节第27届白玉兰奖               | 最佳女主角                       | 《以家人之名》 | 提名 |
| 2023年 | 首届中国电视剧年度盛典                 | 年度突破女演員                   | 《向風而行》   | 獲獎 |
| 2023年 | 第60届 亞太影展                        | 最佳女配角                       | 《八月未央》   | 獲獎 |
| 2023年 | 2023 爱奇艺尖叫之夜                    | 戏剧单元【观众喜爱的女演员】     | 《歸路》       | 獲獎 |
| 2024年 | 2024 微博視界大會                      | 年度質感演員                     |                | 獲獎 |

## 个人生活

### 後援會造謠公檢法事件
2018年12月31日跨年夜，这个本应该一家人欢欢喜喜庆祝新年的时候，谭松韵妈妈遭遇了车祸。那晚，谭松韵妈妈和朋友在聚会结束后被车撞倒，包括谭松韵妈妈在内多人受伤，司机马明弘因害怕承担责任选择了逃跑。1月2日9时许，马明弘在其家属规劝陪同下，到叙永县公安局交通管理大队投案，并供述了酒后驾车肇事逃逸的事实，1月23日，谭松韵妈妈因伤势过重，在医院进行了二十多天紧急抢救和手术后还是去世了。在事隔1年8個月後開庭審理，當時引發各界高度關注。這是一場酒後駕駛肇事逃逸，致人2死1傷的交通案件，因為譚松韻母親是被撞之後送醫搶救無效去世，按照法律，最多只能判3－7年監禁。但是譚松韻律師希望被告能夠重判，網絡上也有更多指責公訴方的言論，特別是譚松韻後援會，在開庭審理後於網路上發布了質疑內容導致引起負面影響。
譚松韻後援會發布的質疑內容主要有：肇事者的血液酒精濃度、道路邊的監控等證據消失，KTV與行車記錄器的視頻記錄消失、證人陳述全是「失憶了、記不清了」等模糊性發言等問題。由於譚松韵後援會沒有適時阻止要以理性客觀的態度看待這起事件，後被微博官方發布了處罰公告，對其永久禁言。鑒於其隨後主動刪除了有關內容並作了聲明，從輕處罰禁言3個月，之後譚松韻後援會發聲解釋，表示之前是因為對法律和相關流程不熟悉，才會出現問題，並提到相信事件最後的判決結果。
對於此事，南方日報報導：在本案中，除了譚松韻和其他受害人家屬之外的都是外人，她本人也並無針對判決有任何質疑言論，無論是執法部門的公職人員或事件受害者家屬雙方都不應該受到譴責。
此後央視特地做了一個專題報導此事後續：中央台法制节目《一线》谭松韵母亲被撞身亡─明星的維權之路同樣艱難。